# کش‌رود
کش‌رود روستایی از توابع بخش رودبار شهرستان شهرستان قزوین در استان قزوین ایران است. روستای تات‌زبان دیگری با همین نام در طالقان وجود دارد که حدود ۱۰۰ نفر جمعیت دارد.

## جمعیت
این روستا در دهستان دستجرد قرار دارد و براساس سرشماری مرکز آمار ایران در سال ۱۳۸۵، جمعیت آن ۱۹ نفر (۵خانوار) بوده‌است.